# Néphropathies par anomalie du collagène IV
Les néphropathies par anomalie du collagène IV comprennent un ensemble de manifestations cliniques qui vont du syndrome d'Alport à une simple hématurie manifestation de la néphropathie à membrane basale fine. Elle correspond à une anomalie héréditaire des membranes basales des glomérules du rein, de l'œil et de l'oreille.
Le syndrome d'Alport (décrit en 1927 par le Dr Cecil A. Alport chez les membres d'une famille britannique) associe des anomalies rénales, oculaires et auditives.

## Causes
La cause en est une mutation sur l'un des gènes codant le collagène de type IV : COL4A1, COL4A2, COL4A3, COL4A4, COL4A5 ou COL4A6, s'intégrant ainsi dans le cadre des collagénopathies.
Le syndrome d'Alport a, dans 80 % des cas, une transmission dominante liée à l'X, dans 15 % des cas, une transmission autosomique récessive (atteinte du gène COL4A3 ou COL4A4), et dans 5 % des cas, une transmission autosomique dominante.

## Description
La manifestation principale du syndrome d'Alport est l'hématurie microscopique qui commence tôt dans l'enfance dans la forme liée à l'X autant chez les femmes que chez les hommes.
Les hommes ayant la forme liée à l'X développent quasiment systématiquement une protéinurie puis une insuffisance rénale chronique apparaît conduisant au rein artificiel dans 60 % des cas avant 30 ans et 90 % des cas avant 40 ans. Les femmes atteintes par cette forme développent une insuffisance rénale terminale dans 30 % des cas avant 60 ans.
Les manifestations auditives commencent au début de l'adolescence. Chez les femmes les manifestations sont plus tardives et aboutissent rarement à une surdité.
Dans la forme récessive l’hématurie atteint autant l'homme que la femme et la dialyse est fréquemment nécessaire avant 30 ans. La perte de l'audition commence tôt dans cette forme. Toutefois, cette forme est peu répandue, les chiffres statistiques manquent.
La forme dominante se manifeste beaucoup plus tardivement. La perte de l'audition commence assez tard dans cette forme.
Les lésions oculaires apparaissent surtout dans les formes liée au chromosome X et récessive. Elles consistent en des taches jaunâtres autour de la macula.
Le syndrome peut être parfois associé avec une léiomyomatose diffuse (multiples tumeurs du muscle lisse).
La « néphropathie à membrane basale fine » est de transmission dominante et se limite principalement à des manifestations rénales et nécessitent rarement le rein artificiel.

## Prévalence et diagnostic
La prévalence du syndrome d'Alport est estimée à 1/50 000.
Le diagnostic se fait en premier lieu sur la base de l'histoire familiale. Un test génétique peut être fait pour rechercher le codon incriminé.
Une biopsie rénale permet de vérifier l'atteinte rénale et de déterminer le type de transmission (gène atteint).
La biopsie cutanée ne permet pas de poser un diagnostic.

## Traitement et prise en charge
Aucun traitement spécifique à ce jour n'existe.
Régulièrement, des tentatives existent pour pallier les pertes importantes de protéines qui endommagent la paroi basale. Des immunosuppresseurs ont montré des signes de succès sur une étude à Barcelone (Espagne)[réf. nécessaire] mais ils occasionnent le risque d'insuffisance rénale. Ils étaient basés sur la réduction de l'hématurie toujours importantes chez les néphropathies.
Des immunotenseurs sont actuellement testés dans plusieurs hôpitaux, les effets secondaires sont là aussi très importants.
Un régime désodé, un apport régulier en calcium et en vitamine (pour lutter contre le syndrome néphrotique pur), et des analyses régulières semblent être à ce jour les seuls méthodes d'action réelles.
Une étude observationnelle européenne montre que l'utilisation d'inhibiteur de l'enzyme de conversion dès le plus jeune âge permet de retarder grandement l'insuffisance rénale terminale.

### Sources
- (en) Clifford E Kashtan, Collagen IV-Related Nephropathies (Alport Syndrome and Thin Basement Membrane Nephropathy) In : GeneReviews at GeneTests: Medical Genetics Information Resource (database online). Copyright, University of Washington, Seattle. 1997-2005. .